# Tôn Thất Tiệp
Tôn Thất Tiệp (chữ Hán: 尊室詥, 1870-1888) là con trai thứ của Tôn Thất Thuyết. Cùng anh trai Tôn Thất Đàm, ông là một trong những chỉ huy của phong trào Cần Vương.. (theo gia phả nhà cụ Tôn Thất Thuyết thì hai con trai của ông là Tôn Thất Tiệp và Tôn Thất Đàm chứ không phải là Tôn Thất Thiệp và Tôn Thất Đạm) 
Ngày 4 tháng 7 năm 1885, Tôn Thất Thuyết cho quân đánh úp vào trại lính và Tòa Khâm sứ Pháp nhưng thất bại. Vua Hàm Nghi cùng Tôn Thất Thuyết chạy ra thành Quảng Trị, sau đó lên Sơn Phòng Tân Sở rồi về vùng Tuyên Hóa, Quảng Bình. Tại Tân Sở vua Hàm Nghi phát động phong trào Cần Vương. Tôn Thất Đàm cùng Tôn Thất Thiệp được cha giao cho nhiệm vụ bảo vệ vua Hàm Nghi.
Cuối năm 1888, vua Hàm Nghi bị một thuộc hạ là Trương Quang Ngọc làm phản đem quân tới bắt. Tôn Thất Tiệp bảo vệ vua và bị giết chết trước mặt vua Hàm Nghi ngày 1 tháng 11 cùng năm tại Tuyên Hóa. Khi đó ông mới 18 tuổi.
Tại Hà Nội, Huế và Thành phố Hồ Chí Minh có những con đường được mang tên ông.